# Muhammad Fareed Didi
Muhammad Fareed Didi (Diveí; އަލްއަމީރު މުޙަންމަދު ފަރީދު ދީދީ ; romanizado; Al'amīru Muḥanmadu Farīdu Dīdī; Malé, 11 de janeiro de 1901 - Malé, 27 de maio de 1969) foi o último sultão das Maldivas, reinando de 1954 até sua deposição em 1968. Utilizava o título de "rei" e o tratamento de "Sua Majestade". 

## Primeiros anos
Estudou no Royal College Colombo no Ceilão.  Depois de viver 7 anos no Ceilão, ele retornou para seu país onde serviu como primeiro-ministro do sultão Hassan Nooraddine II em 1932. Foi presidente do People's Majlis entre 1933 e 1942. 

## Reinado
Com a queda do presidente Mohamed Amin Didi, um referendo foi lançado onde o sultanato foi restaurado. Um novo parlamento (Majilis) foi eleito, uma vez que o antigo foi dissolvido após a revolução. Os novos membros do Majilis especiais decidiram promover uma eleição fechada para eleger um sultão, e o príncipe Muhammad Fareed Didi foi eleito o 84º sultão das Ilhas Maldivas em 1954. Seu primeiro-ministro foi Ehgamugey Ibraahim Ali Didi (mais tarde Ibraahim Faamuladheyri Kilegefaan). Em 11 de dezembro de 1957, o primeiro-ministro foi forçado a renunciar em favor de Velaanagey Ibrahim Nasir, que foi eleito o novo primeiro-ministro no dia seguinte.[carece de fontes?]
Em 15 de novembro de 1967 foi feita uma votação no parlamento onde os membros decidiriam se a monarquia constitucional permaneceria ou seria abolida. Dos 44 parlamentares, 40 foram a favor da abolição em favor da república. Em 15 de março de 1968 foi realizado um referendo nacional, na qual 81,23% dos votos favoreciam a constituição de uma república.  A república foi declarada em 11 de novembro de 1968, encerrando mais de oito séculos de monarquia.

## Pós-deposição e morte
Após perder seu trono, o rei deixou o palácio real e retirou-se para sua residência em Henveru. Faleceu em 27 de março de 1969 em Malé. Ele recebeu um funeral de estado e foi enterrado no cemitério de Galolhu.[carece de fontes?]